# Programa do Jô
Programa do Jô foi  um programa de televisão brasileiro apresentado pelo comediante Jô Soares. Foi produzido pela TV Globo e exibido originalmente de 3 de abril de 2000 a 16 de dezembro de 2016. O programa veio a ser uma continuação do talk show Jô Soares Onze e Meia, exibido no SBT entre agosto de 1988 e dezembro de 1999.
Teve apresentação de Jô Soares, produção de jornalismo de Anne Porlan, direção de produção de Alexandre Ishikawa, reportagens de Caio Franco, Tatiana Rezende, Myrian Clark e Renata Hydalgo, consultoria e textos de Max Nunes, Hilton Marques e Jô Soares e direção de Willem van Weerelt.
Seu formato era de um late-night talk show, um subgênero dos programas de entrevistas, que tinha como características a presença do humor e as exibições nos finais da noite, muito popular na televisão norte-americana.
Assim como em outros late-night talk shows, o programa também misturou entretenimento e música com uma banda em seu elenco. O programa contou inicialmente com um sexteto, porém voltou a ser um quarteto a partir de 2015, semelhante ao formato utilizado no início de Jô Soares Onze e Meia. Restaram Bira, Miltinho, Derico e Osmar depois que Chiquinho Oliveira e Tomati deixaram o programa.

## Formato
O programa entrevistou, além de artistas nacionais, vários artistas internacionais, como as bandas britânica Pet Shop Boys, t.A.T.u., Epica, Simply, as cantoras Shakira e Laura Pausini, o diretor Francis Ford Coppola, o ator Andy Garcia e a empresária Priscilla Presley, viúva de Elvis Presley. No dia 1 de outubro de 2012, o Programa do Jô prestou uma homenagem a Hebe Camargo, reprisando o programa exibido em 7 de abril de 2000, com a entrevista de Hebe junto com Lolita Rodrigues e Nair Bello, doze anos antes da morte da apresentadora.

## Antecedentes
Jô Soares, quando ainda apresentava o Viva o Gordo, ficou insatisfeito com a restrição que a Globo impunha na participação de seu elenco em peças de publicidade. A emissora exigia aos anunciantes que as peças fossem veiculadas apenas pela Globo, vedando a sua exibição em seus concorrentes. Assim, em outubro de 1987, Jô saiu da Globo e assinou um contrato com o SBT, passando a apresentar o Veja o Gordo, programa similar ao que apresentava na Globo. Posteriormente, Jô estreou em 1988 o seu segundo programa na emissora, o talk show Jô Soares Onze e Meia. Veja o Gordo seguiu até o final de 1990, enquanto o Jô Soares Onze e Meia ficou no ar por quase doze anos, até a saída de Jô do SBT, que assinou um novo contrato com a Globo.

## História
No final de 1999 Jô Soares deixou o SBT e assinou com a Rede Globo, levando seu talk show para a nova emissora. A motivação foi a diminuição da importância do jornalismo na grade do SBT, afetando seu programa. O programa estreou em 3 de abril de 2000, uma segunda-feira, como parte das novas atrações da grade que a Globo planejava para aquele ano, como o Altas Horas e o Caldeirão do Huck. O programa de estreia teve 17 pontos de audiência. O programa desde então passou a ser exibido diariamente, após o fim da linha de shows e do Jornal da Globo, sem horário definido. Era exibido em todo o mundo pela TV Globo Internacional. Também era transmitido simultaneamente no rádio, pela rede CBN, que depois decidiu não mais transmitir o programa, que apresentava também músicas além das entrevistas, o que fazia com que o ECAD cobrasse direitos autorais da rádio, o que não ocorria em outros programas, por ser uma emissora de perfil jornalístico. O programa passou a ser exibido em alta definição a partir de sua 13ª temporada, que estreou em 4 de março de 2013.
Nos dias 23 e 30 de abril de 2015, o programa registrou suas piores audiência com o quadro "Meninas do Jô". Em 30 de abril, o programa ficou pela primeira vez em terceiro lugar na audiência perdendo para o religioso Fala que Eu Te Escuto da Record e o The Noite do SBT.
Em fevereiro de 2016 foi anunciado que o programa sairia do ar no fim daquele ano. A decisão havia sido tomada pela direção no final de 2015, com a intenção de renovar a faixa de horário com outras atrações diversificadas. Jô, no entanto, era contra o fim de seu programa e disse diversas vezes durante a última temporada que não havia participado daquela decisão. o que foi confirmado pela Globo em um comunicado à imprensa. O último episódio foi ao ar em 16 de dezembro, com a entrevista do cartunista Ziraldo. Ao todo foram realizadas 14 426 entrevistas.

## Equipe
Apresentação
- Jô Soares

Banda
- Sexteto do Jô (também foi Quarteto e Quinteto)

Assistente de palco
- Alex Rubio Bernardes (garçom)

## Quadros

### Humor na Caneca
Quadro onde humoristas de stand-up comedy em ascensão apresentam em cinco minutos de seus números. Se apresentaram no quadro Fábio Porchat, Dani Calabresa, Marcelo Adnet, Grace Gianoukas, Marcela Leal, Marcos Veras, Geraldo Magela, Nizo Neto, Bruno Mazzeo, Rachel Ripani, Anselmo Vasconcellos, Carol Zocoli, entre outros.

### Meninas do Jô
Exibido semanalmente às quartas-feiras, o quadro Meninas do Jô estreou em 2005, consistindo em um debate focado em assuntos relacionados à política, economia e gestão governamental. Originalmente a bancada foi formada, além de Jô Soares, pelas jornalistas Lillian Witte Fibe, Cristiana Lôbo, Ana Maria Tahan e Lucia Hippolito – esta última deixou o programa em 2013 por problemas de saúde, sendo substituída por Cristina Serra. Durante as temporadas de eleição presidencial o quadro não é exibido, uma vez que legalmente não se pode debater política na televisão para não influenciar o público, retornando sempre logo após o resultado. Ocasionalmente, quando alguma integrante fixa não pode comparecer, outras jornalistas como Maria Lydia Flândoli, Zileide Silva, Flávia Oliveira e Margarida Lacombe fizeram participações especiais.
| Lillian Witte Fibe |
| Cristiana Lôbo     |
| Ana Maria Tahan    |
| Lucia Hippolito    |
| Cristina Serra     |